# Arnaud de La Porte
Arnaud de La Porte, detto anche Arnaud II de La Porte (Versailles, 14 ottobre 1737 – Parigi, 23 agosto 1792), è stato un magistrato e nobile francese.
Era figlio di d'Arnaud I de La Porte (1706-1770), commissario della Marina, consigliere del re, sottosegretario di Stato, membro della Chambre des Comptes de Paris nel 1764, e di Marianne Pellerin de Plainville (1714-1763), figlia di Joseph Pellerin de Plainville, commissario della Marina e celebre numismatico.
Fu ministro della Marina nel 1789, intendente della Liste civile, ministro della Casa reale di Luigi XVI. Morì ghigliottinato a Parigi il 23 agosto 1792.

## Biografia
Arnaud de La Porte successe al padre come magistrato finanziario. Egli riprese la carica di membro della Chambre des Comptes de Paris, di commissario della Marina e divenne Maître des requêtes presso il Consiglio di Stato nel 1783.
Nominato Segretario di Stato della Marina nell'effimero governo del 12 luglio 
1789, egli emigrò in Spagna, dopo la presa della Bastiglia. Ma fu convinto a rientrare all'annuncio della sua nomina il 22 dicembre 1790 in qualità di intendente della Lista civile di Luigi XVI con il titolo di Segretario di Stato e di ministro della Maison du Roi di Luigi XVI. Il 3 gennaio 1791, Arnaud de La Porte rientrò in Francia e procedette alla gestione dei fondi della Lista civile fino alla caduta della monarchia.
Insieme a Rivarol e a Bertrand de Molleville, egli coordinò gli sforzi dei realisti per tentare di mitigare i disordini della rivoluzione: più di mille e cinquecento persone (autori, cantanti e lettori pubblici) furono utilizzati a questo scopo, per i quali vennero spese più di 200 000 al mese, prelevate dalla cassa reale.
Allora La Porte creò un club, chiamato "National" al Carrousel. Gli uffici del Louvre, occupati da quelli della Lista civile furono il centro della strategia ove il re e i suoi fedeli discutevano e lanciavano i loro sforzi. Dopo la giornata dei moti del 28 febbraio 1791,
Dopo di che Arnaud de La Porte e l'entourage del re Luigi XVI,  Mirabeau rimasto partigiano della Monarchia costituzionale, si allineò segretamente alla causa del re.
Arnaud de La Porte, il giorno successivo alla fuga del re a Varennes, avrebbe dovuto portare all'Assemblea costituente la lettera con la quale Luigi XVI giustificava la propria condotta e dove egli vietava ai ministri di controfirmare i decreti dell'Assemblea costituente.
Per essere stato il distributore dei fondi destinati a finanziare la fuga del re, Arnaud de La Porte fu arrestato dopo la giornata del 10 agosto 1792 . 
Egli fu accusato di far sparire documenti compromettenti bruciando due casse piene si documenti; egli si difese sostenendo che le carte in questione erano dei libelli contro Maria Antonietta (Le infami memorie della contessa  Jeanne de La Mothe-Valois). Egli fu giudicato dal tribunale penale il 17 agosto 1792 e ghigliottinato il 23 agosto sulla place du Carrousel (il secondo dopo Collenot d’Angremont, capo dell'ufficio di amministrazione della Guardia Nazionale, che fu, il 21, la prima vittima politica, e prima il giornalista du Rozoi, giustiziato il 25).

## Famiglia
La famiglia de La Porte era originaria del Béarn. Essa fu "nobilitata" nel 1764 dall'incarico di maître de la Chambre des Comptes de Paris esercitato da Arnaud I de La Porte. Le loro  arme portano del rosso all'ulivo sradicato d'argento . Essa fa parte delle famiglie della nobiltà francese ed è iscritta all'Associazione di mutua assistenza della nobiltà francese (ANF) dal 1952.
Arnaud II fu padre di Arnaud-Auguste de La Porte (1781-1874), generale di artiglieria. Il capostipite dei rami rimanenti della famiglia de La Porte è suo fratello cadetto Jean-Victor. Il re Luigi XVIII concesse nel 1815 al primogenito del comandante e dell'arme di famiglia de La Porte il titolo di barone in via ereditaria.
Tra i membri della famiglia vi fu anche Arnaud-Ferdinand de La Porte (1756-1824), che fu vescovo di Carcassonne dal 1802 al 1824.